# Andrea Anders
Andrea Anders é uma personagem do filme 007 contra o Homem com a Pistola de Ouro, nono filme da série cinematográfica do espião britânico James Bond, criado por Ian Fleming.
Amante do vilão da trama, Francisco Scaramanga, ela é interpretada pela sueca Maud Adams, a única atriz a viver duas bond girls diferentes em filmes oficiais de 007; Andrea neste filme, de 1974, e o papel título de 007 contra Octopussy, em 1983.

## Filme
Chamada apenas de "Miss Anders" durante todo o filme, Andrea aparece logo no início, na mansão de Scaramanga na costa chinesa, tomando sol na praia e servida por Nick Nack, o anão assistente e capanga do assassino.
Em Londres, James Bond recebe uma bala de ouro na sede do MI-6, um aparente desafio de Scaramanga – assassino profissional conhecido como O Homem da Pistola de Ouro e procurado por todos os serviços de segurança do mundo – a ele, e com o decorrer do filme se descobre que a bala foi enviada por Anders, na tentativa que o espião, respeitado pelo bandido como um igual, viesse libertá-la do assassino, de quem é uma amante em cativeiro de luxo.
Bond a descobre em Hong Kong e a controla, passando a conhecer os passos de Scaramanga. Mais tarde, Anders consegue entrar no quarto de hotel de 007, e oferece a ele o que desejar em troca da vida de Scaramanga e de sua liberdade. Os dois fazem amor no quarto, depois dela prometer que pode conseguir de volta o Solex, aparelho de última tecnologia de aproveitamento da energia solar, roubada pelo assassino.
Na manhã seguinte, entretanto, ao ir ao encontro de Andrea, Bond descobre que ela foi morta com um tiro no peito por Scaramanga, que descobriu sua traição, e deixada, como se estivesse apenas atenta à luta, na platéia de uma arena de kickboxing, onde se encontrariam.